# Gallotia galloti
Gallotia galloti (лат.) — вид настоящих ящериц (Lacertidae), эндемик двух Канарских островов Тенерифе и Пальма.

## Внешность
Самцы несколько крупнее самок и отличаются ярко-синей окраской шеи, а также синими полосками по бокам. Горло у менее заметных самок варьирует между голубым и бронзовым цветом. У молодых ящериц на теле узор из продолговатых полосок в коричневых тонах. Самцы могут достигать размеров до 30 см.

## Поведение
Gallotia galloti предпочитает открытые каменистые местности, не избегает людских поселений и нередко встречается в стенах из камня. Она питается растениями и небольшими беспозвоночными животными. Её численность довольно большая и иногда её даже рассматривают как вредителя, особенно в виноделии. Бывает, что с ней борются с помощью яда и ловушек.

## Подвиды
Выделяют 4 подвида:
- Gallotia galloti galloti — живёт на юге и в центре Тенерифе
- Gallotia galloti eisentrauti — Канарская ящерица Эйзентраута[2], обитает на севере Тенерифе
- Gallotia galloti insulanagae — живёт в горах Анага на Тенерифе
- Gallotia galloti palmae — Канарская ящерица[2], живёт на Пальме